# Jean-Louis Chrétien
Cet article possède un paronyme, voir Jean-Loup Chrétien.
Pour les articles homonymes, voir Chrétien.
Jean-Louis Chrétien (né à Paris le 24 juillet 1952 et mort dans la même ville le 28 juin 2019) est un philosophe, poète et théologien catholique français.

## Biographie
Jean-Louis Chrétien est le fils d'Anne Maria Le Tiec et d'Henri Chrétien, ce dernier ayant été militant communiste, médecin des Brigades internationales, résistant, déporté à Natzweiler-Struthof et à Dachau.
Cacique de l'École normale supérieure de la rue d'Ulm (promotion 1971), il fut également reçu premier à l'agrégation de philosophie en 1974.
Après quelques années à l'université de Créteil (Paris-XII), nommé en Sorbonne (Paris-IV) à la chaire d'histoire de la philosophie de l'Antiquité tardive et du haut Moyen Âge, il y enseigna jusqu'à sa retraite en 2017.
Nonobstant l'hostilité de son père, Jean-Louis Chrétien se convertit à la foi catholique entre 25 et 28 ans, et reçut le baptême le jour de la Pentecôte. La rencontre, dès sa jeunesse, avec Henri Maldiney devait décider de sa vocation pour la philosophie et marquera profondément sa pensée ; c'est par Maldiney que Jean-Louis Chrétien fut introduit, « inoubliablement », à Heidegger, qui lui-même lui « apprit à lire les philosophes », et « le jeta au plus près de la source grecque ». Ainsi, dès sa thèse, – « L'herméneutique de l'obliquité dans le néoplatonisme et le christianisme antiques » –, il s'est spécialisé dans l'étude de Platon et du néoplatonisme. Ce fut aussi un connaisseur impeccable des Pères de l'Église, tout particulièrement de Saint Augustin, auquel il consacra d'ailleurs tout un ouvrage, Saint Augustin et les actes de parole.

## Conversion graduelle au catholicisme
Peu disert sur sa vie, on sait que sa conversion graduelle au catholicisme a débouché sur l’abandon des camaraderies prolétariennes, pour embrasser un chemin plus solitaire. Il n’était d’ailleurs pas théologien, mais professeur de philosophie à la Sorbonne, même si certains de ses textes ont été écrits « sous le regard de la Bible » (titre d’un de ses livres) et sous cette révélation qu’était pour lui le Christ. De son état civil, on retient qu’il fut cacique à l’École normale en 1972, puis à l’agrégation de philosophie, et ses amis rapportent que Paul Ricœur, membre du jury, s’est levé pour applaudir à la fin de son grand oral.

## Hommage à l'œuvre
Le cœur de la pensée et des écrits de Jean-Louis Chrétien consiste en une phénoménologie de la parole. Sa pensée est caractéristique de ce que Dominique Janicaud a appelé le « tournant théologique de la phénoménologie française ». Son travail a notamment été salué par Jacques Derrida et par Jean-Luc Marion.
Jean-Louis Chrétien a reçu en 2012 le prix du cardinal Lustiger de l'Académie française pour l'ensemble de son œuvre philosophique.
Un de ses poèmes figure dans l'Anthologie de la poésie française de la Bibliothèque de la Pléiade.

### Colloques
Deux colloques en hommage à l’œuvre de Jean-Louis Chrétien organisés au cours de l’année académique 2021-2022. Bien que séparés dans le temps et dans l’espace, ils ont été conçus ensemble et doivent s’entendre comme les deux volets d’un seul et même événement, organisés, pour l’un, par Sorbonne-Université et l’Institut catholique de Paris (26 et 27 novembre 2021, Emmanuel Cattin et Camille Riquier) et pour l’autre, par l’Université de Caen-Normandie et l’IMEC (21 et 22 avril 2022, Jérôme Laurent et François Bordes),.

## Œuvres
- Lueur du secret, Paris, L'Herne, 1985.
- L'Effroi du beau, Paris, Cerf, 1987.
- L'Antiphonaire de la nuit, Paris, L'Herne, 1989.
- Traversées de l'imminence, Paris, L’Herne, 1989.
- La Voix nue : phénoménologie de la promesse, Paris, Minuit, 1990.
- Loin des premiers fleuves, Paris, La Différence, 1990.
- L'inoubliable et l'inespéré, Paris, Desclée de Brouwer, 1991.
- L'Appel et la Réponse, Paris, Minuit, 1992.
- La parole blessée - Phénoménologie de la prière, in : Michel Henry, Paul Ricœur, Jean-Luc Marion, Jean-Louis Chrétien, Phénoménologie et Théologie, présentation de Jean-François Courtine, Paris, Criterion, « coll. Idées », 1992
- Parmi les eaux violentes, Paris, Mercure de France, 1993.
- Effractions brèves, Sens, Obsidiane, 1995.
- De la fatigue, Paris, Minuit, 1996.
- Corps à corps : à l'écoute de l’œuvre d'art, Paris, Minuit, 1997.
- Entre flèche et cri, Sens, Obsidiane, 1998.
- L'Arche de la parole, Paris, PUF, « coll. Epiméthée » 1998.
- Le regard de l'Amour, Paris, Desclée de Brouwer, 2000.
- Joies escarpées, Sens, Obsidiane, 2001.
- Marthe et Marie, Paris, Desclée de Brouwer, 2002 (avec Étienne Jollet et Guy Lafon).
- Saint Augustin et les actes de parole, Paris, PUF, « coll. Epiméthée », 2002.
- L'intelligence du feu : réponses humaines à une parole de Jésus, Paris, Bayard, 2003.
- Promesses furtives, Paris, Minuit, 2004.
- Symbolique du corps : la tradition chrétienne du Cantique des Cantiques, Paris, PUF, « coll. Epiméthée », 2005.
- La Joie spacieuse : essai sur la dilatation, Paris, Minuit, 2007.
- Répondre : figures de la réponse et de la responsabilité, Paris, PUF, « Chaire Étienne Gilson », 2007.
- Sous le regard de la Bible, Paris, Bayard-Centurion, coll. « Bible et philosophie », 2008.
- Conscience et roman. I, La conscience au grand jour, Paris, Minuit, « coll. Paradoxe », 2009, 288 p.
- Pour reprendre et perdre haleine : dix brèves méditations, Paris, Bayard, 2009.
- Reconnaissances philosophiques, Paris, Le Cerf, 2010.
- Conscience et roman. II, La conscience à mi-voix, Paris, Minuit, « coll. Paradoxe », 2011, 336 p.

prix du cardinal Lustiger de l'Académie française
- L’Espace intérieur, Paris, Minuit, « coll. Paradoxe », 2014.
- Fragilité, Minuit, coll. « Paradoxe », 2017.
- Parole et poésie, Minuit, coll. « Paradoxe », 2023.

### Anglais
- Fetzer, Glenn W. "Jean-Louis Chrétien: Response and the Voice of Disclosure." In Palimpsests of the Real in Recent French Poetry, 31-40. New York: Rodopi, 2004.  (ISBN 978-9042017627)
- Benson, Bruce Ellis, & Norman Wirzba, eds. "Part IV: Jean-Louis Chrétien." In Words of Life: New Theological Turns in French Phenomenology, 181-252. New York: Fordham University Press, 2010.  (ISBN 978-0823230723)
- Gschwandtner, Christina M. "Jean-Louis Chrétien: A God of Speech and Beauty." In Postmodern Apologetics?: Arguments for God in Contemporary Philosophy, 143-162. New York: Fordham University Press, 2012.  (ISBN 978-0823242740)
- Boer, Roland. "The Pure Givenness of the Call/Event: Between Alain Badiou and Jean-Louis Chrétien." Colloquium. 44.2 (Nov 2012), 163-176.
- Prevot, Andrew. "Responsorial Thought: Jean-Louis Chrétien's Distinctive Approach to Theology and Phenomenology." Heythrop Journal. 56.6 (Nov 2015), 875-987.
- Gschwandtner, Christina M. "Creativity as Call to Care for Creation? John Zizioulas and Jean-Louis Chrétien." In Being-In-Creation: Human Responsibility in an Endangered World,  100-112. Edited by Brian Treanor, Bruce Benson, and Norman Wirzba. New York: Fordham University Press, 2015.  (ISBN 978-0823264995)
- Simmons, J. Aaron. "Living Joyfully after Losing Social Hope: Kierkegaard and Chrétien on Selfhood and Eschatological Expectation." Religions. 8.3 (March 2017), 1-15
- Lewis, Stephen E. "Mysterious Heart: Maritain, Mauriac, Chrétien, and O’Connor on the Fictional Knowledge of Others." In Revelation and Convergence: Flannery O'Connor and the Catholic Intellectual Tradition,  78-98. Edited by Mark Bosco and Brent Little. Washington, D.C.: Catholic University of America Press, 2017.  (ISBN 978-0813229423)
- Aspray, Silvianne. "An Augustinian response to Jean-Louis Chrétien’s phenomenology of prayer." International Journal of Philosophy and Theology.79.3 (2018), 311-322.
- Benjamins, Jacob. "Listening in the Night: Jean-Louis Chrétien’s Critique of Martin Heidegger." Louvain Studies. 41.1 (2018), 19-37.
- DeLay, Steven. "Jean-Louis Chrétien: The Call and the Response." In Phenomenology in France: A Philosophical and Theological Introduction, 120-144. New York: Routledge, 2019.  (ISBN 978-1138244962)
- Alvis, Jason W. "Faith and Forgetfulness: Homo Religiosus, Jean-Louis Chrétien, and Heidegger." Religions. 10.4 (2019), 264ff.
- Troutner, Timothy. "Jean-Louis Chrétien's Wounded Word." Church Life Journal. (5 July 2019).
- Stringer, Clifton. "Reduction to the Triune LORD in the Phenomenology of Jean‐Louis Chrétien: A Bonaventurean Appearance After Husserl."Modern Theology. 35.2 (2019), 223-243.
- Troutner, Timothy. "Recovering Fragility: Jean-Louis Chrétien on the Human Condition." Macrina Magazine. Issue 7 (10 April 2021).
- Troutner, Timothy. "Fragility, Amplified: The Contribution of the Latin Fathers to the Philosophy of Finitude." Church Life Journal. (23 April 2021).
- Peruzzotti, Francesca. "Human Spirituality: Jean-Louis Chrétien and the Vital Side of Speech." Religions. 12.7 (2021), 511ff.
- Shamel, Andrew. "Participation in God's Love: Revisiting John Milbank's ‘Out-Narration’ in the Light of Jean-Louis Chrétien and the Song of Songs."The Heythrop Journal. (12 December 2022).
- Breedlove, Thomas. "Being Wounded: Finitude and the Infinite in Jean Louis Chrétien and Gregory of Nyssa." Modern Theology. (19 January 2023).
- Bloechl, Jeffrey, ed. The Thought of Jean-Louis Chrétien: Phenomenology, Fragility, and Excess. (Lanham, MD: Rowman & Littlefield, 2023).  (ISBN 978-1538153215)